# Zdzisław Radomski
Zdzisław Radomski (Kruszwica, 28 gennaio 1915 – Oakville, 21 gennaio 2000) è stato un militare e aviatore polacco, decorato con la Croce d'Argento dell'Ordine Virtuti militari nel corso della seconda guerra mondiale.

## Biografia

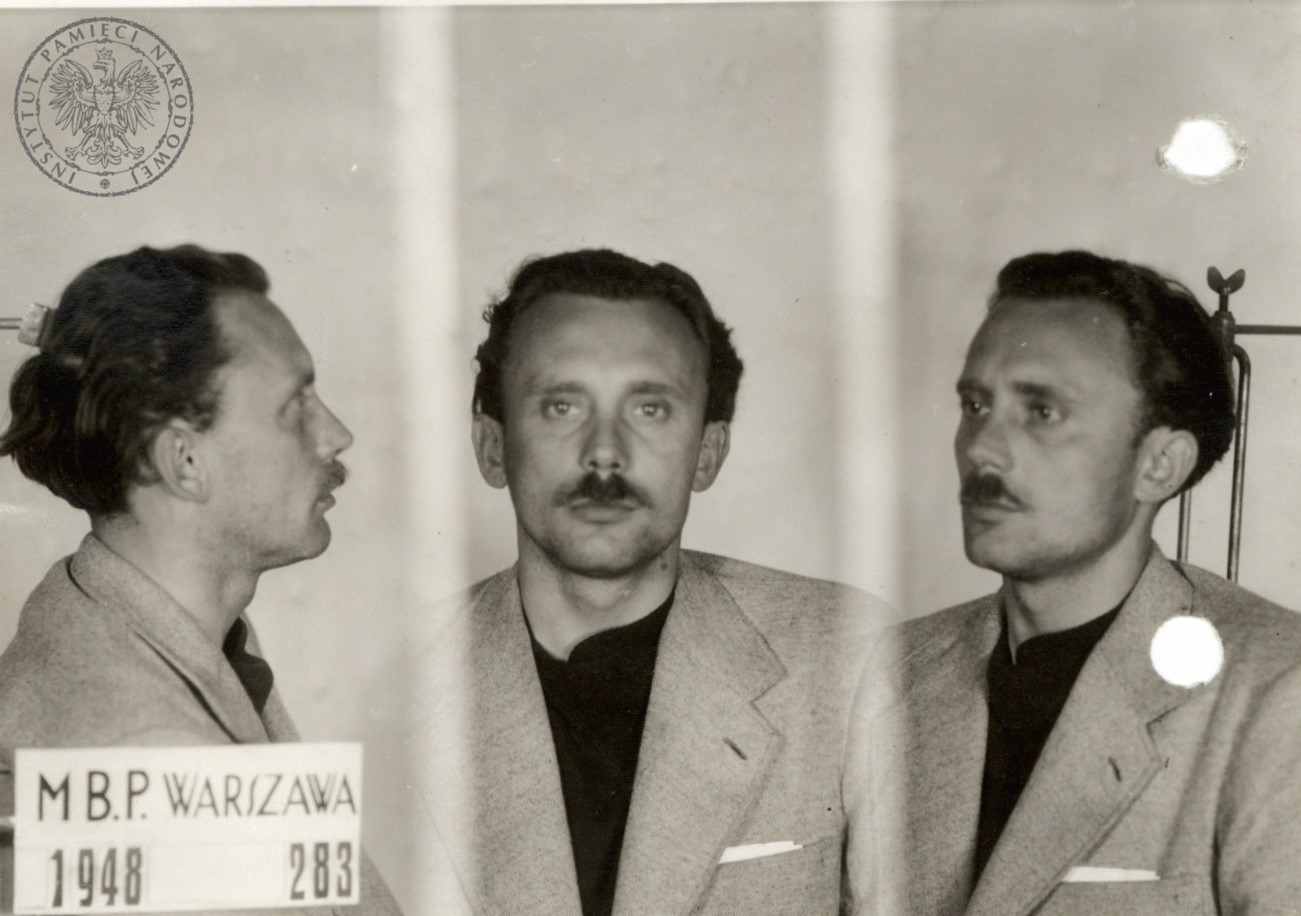
Foto segnaletica di Zdzisław Radomski scattata dopo il suo arresto da parte dell'Ufficio di sicurezza del Ministero dell'interno.

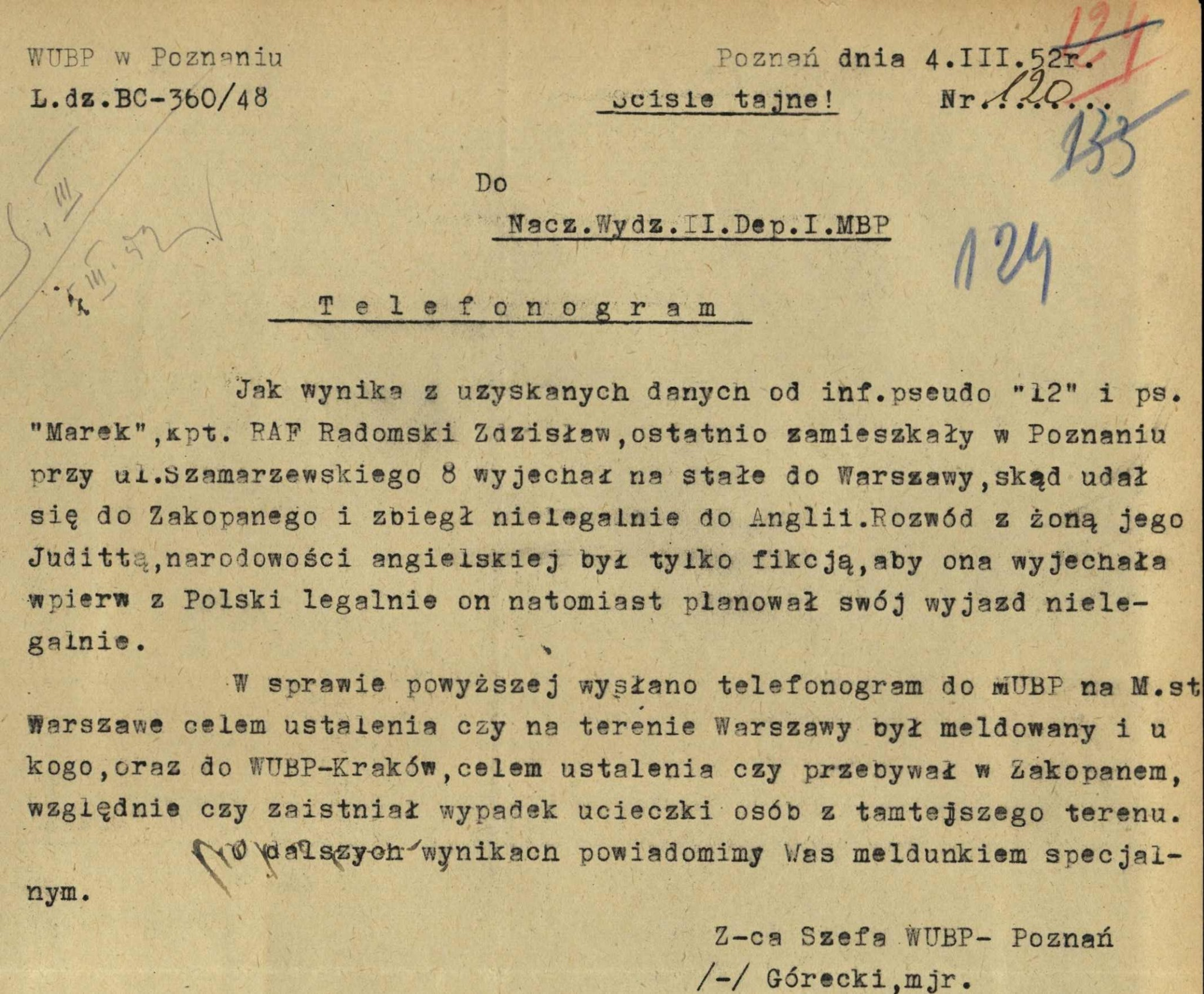
Rapporto WUBP Poznań sulla fuga di Zdzisław Radomski. Risorsa dell'archivio IPN (Archivio della Memoria Nazionale).

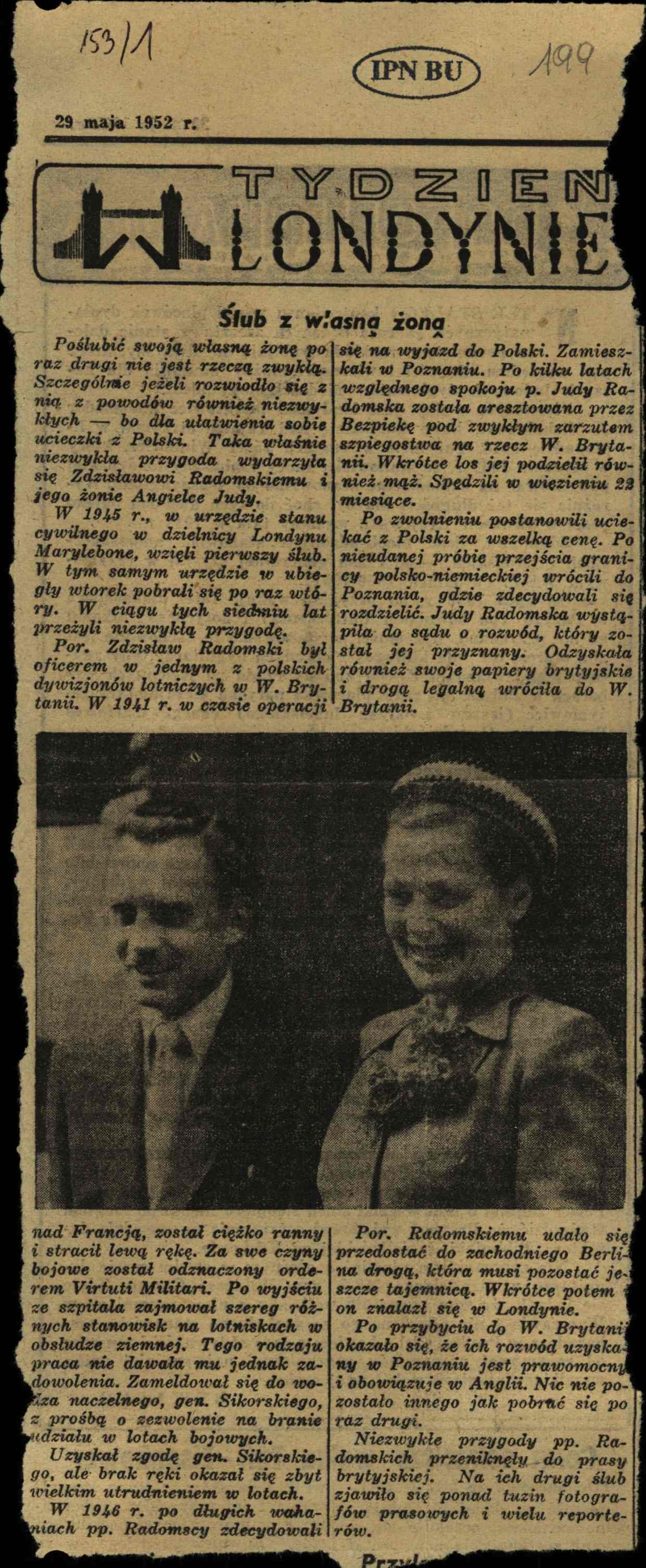
Articolo sul secondo matrimonio di Judith e Zdzisław Radomski. Risorsa dell'archivio IPN (Archivio della Memoria Nazionale)

Nacque a Kruszwica il 28 gennaio 1915, all'interno di una famiglia di operai, figlio di Michael, di professione lattoniere.  Frequentò la scuola elementare a Inowrocław e la scuola media in ul.8 Stanisława Staszica 8 a Poznań. Fin dall'infanzia si interessò alle mongolfiere, agli alianti e agli aerei, e all'aeroporto di Poznań-Ławica si appassionò agli spettacoli aerei. Il suo primo incontro con l'aviazione risale al 1933, quando d'estate partecipò ad un corso di volo a vela a Ostrzeszów.  Nel 1935, dopo aver conseguito il diploma presso il Liceo, si arruolò volontario per il servizio militare nell'Aeronautica Militare. Inizialmente completò un corso per cadetti della riserva di fanteria a Gniezno, e poi fu trasferito alla Scuola per cadetti della riserva dell'aviazione a Dęblin. Nel giro di un anno completò un corso basico di pilotaggio volando su velivoli RWD-8 e PWS-16. Nel 1936 iniziò gli studi presso la università di economia di Poznań, ma lasciò la scuola dopo un anno. Completò il corso di istruttore di volo a Varsavia e poi fu impiegato come pilota istruttore presso la "Szkoła Orląt" di Dęblin. Rimase li fino all'agosto 1939, poi, dopo la mobilitazione generale, fu assegnato al 3º Reggimento aereo di Poznań, con il grado di cadetto caporale.
Dopo lo scoppio della seconda guerra mondiale, e la seguente invasione tedesca della Polonia, il 23 settembre 1939, insieme al personale della base aerea n. 3 di Poznań, attraversò il confine rumeno e fu internato. Fuggì dal campo di internamento e attraverso la Jugoslavia e l'Italia arrivò in Francia. Inizialmente soggiornò a Parigi arrivando poi presso la base aerea polacca di Lione-Bron, dove volò sui caccia Morane-Saulnier MS 406. Nel dicembre 1939 fu promosso sottotenente. Il 2 marzo 1940 fu mandato alla scuola di aviazione di Pau. Durante la campagna di Francia prestò servizio nella difesa di questa città come parte di un'unità da caccia equipaggiata con i Dewoitine D.500, pur non partecipando ai combattimenti.
Dopo la caduta della Francia, attraversò il Mar Mediterraneo raggiungendo Orano, nel Nord Africa, e poi viaggiò in treno fino a Casablanca. Da qui via nave raggiunse l'Inghilterra sbarcando nel porto di Liverpool nella seconda metà del mese di agosto. Fu inviato presso la base aerea polacca di Blackpool e da lì, il 24 marzo 1941, fu mandato a Old Sorum per l'addestramento al combattimento, e dopo aver completato il corso fu trasferito alla No.55 OTU a Unsworth. Nel gennaio 1941 completò un corso da caccia e fu assegnato al No.32 RAF Squadron con sede ad Angle, nell'area di Bristol. Volando nello squadron prese parte alla protezione dei convogli marittimi per 38 volte.
Tra il luglio e l'agosto 1941 prestò servizio nel No.306 Squadron "Toruński". Il 14 agosto 1941, mentre proteggeva i bombardieri dai caccia nemici nel nord della Francia, abbatté un Messerschmitt Bf 109 durante un combattimento aereo. Il 16 agosto, durante un volo nell'ambito dell'operazione Circus 74 sulla città di Hardelot, abbatté un altro Bf 109. 
Il 27 agosto, durante un altro volo sulla Francia vicino a Calais, il suo aereo venne colpito e lui rimase ferito da un colpo un colpo di mitragliatrice alla mano sinistra. Resosi conto che la sua mano era insanguinata e pendeva floscia nella manica della tuta riuscì a rientrare alla base. Dopo l'atterraggio di emergenza in un campo in Inghilterra dall'aereo fu medicato alla meglio e portato in un vicino ospedale dove fu sottoposto ad una trasfusione di sangue e all'amputazione del braccio sopra il gomito. Non riprese mai a volare in combattimento.
Dopo una settimana lasciò l'ospedale e si presentò allo squadron. Il comandante in capo delle forze armate polacche, generale Władysław Sikorski gli conferì la Croce d'Argento dell'Ordine Virtuti militari il 28 ottobre 1941.
Nel marzo 1942, promosso tenente, fu assegnato alla No.58 OTU sull'aeroporto della RAF a Grangemouth in Scozia. Ben presto completò un corso di navigatore e fu assegnato ad un posto di comando caccia nel settore di Kirton a Lindsey, nell'Inghilterra centrale, dove operò con il No.307° Squadron "Lviv Puchaczy" e poi con il No.317º Squadrone "Wileński". Dopo un anno, si unì all'11th Fighter Group a Uxbridge vicino a Londra come ufficiale comandante.
Il 15 febbraio 1944 fu posto in congedo con il grado di tenente. Dopo aver ottenuto il permesso dalle autorità della città di Londra, organizzò un bar chiamato White Eagle Club per piloti polacchi nella zona di Backer Street, e contemporaneamente sposò la signorina Judith Marie Morrison che aveva la cittadinanza svizzera.
Dopo la fine della guerra nel 1946 decise di ritornare in Polonia con la sua famiglia a bordo della nave Sobieski. Si stabilì a Poznań, dove fondò un'azienda che produceva sciarpe e un'altra azienda che produceva imballaggi in cartone. Sua moglie, appena tornata dalla Svizzera, dovette consegnare il passaporto e fu subito arrestata insieme a Stanisław Skalski il 4 giugno 1948 (trascorse 3 anni in prigione). Pochi giorni dopo, l'UB arrestò anche lui rinchiudendolo nella prigione di Mokotów. Li venne torturato al fine di ottenere la confessione, ma nonostante le torture subite non cedette.
Tuttavia non risultava collegato al caso di Skalski, Śliwiński e sua moglie, ma fu accusato di crimini economici. Fu condannato a un anno e mezzo di prigione, perse tutte le sue proprietà. Dopo il suo rilascio, trovò lavoro presso l'industria dolciaria Goplana come contabile. Dopo che sua moglie fu scarcerata, i due decisero di fuggire in Occidente. La coppia divorziò e Judith riacquistò la cittadinanza svizzera partendo per la Gran Bretagna. Con il pretesto di curare una vecchia ferita egli si trasferì a Zakopane da dove fuggì in Occidente.
Ritrovata la sua ex moglie i due si sposarono nuovamente riuscendo ad aprire un Coffee Inn Londra. Radomski condusse quindi affari in Europa, Nord America e Bahamas (incluso il tentativo di fondare una compagnia aerea, la costruzione di hotel e yacht nel suo cantiere navale e la consegna di aerei ai mercenari di Jan Zumbach). Alla fine emigrò in Canada con la famiglia. Si spense a Oakville il 21 gennaio 2000.

### Annotazioni
1. ↑  Presso il 69º Reggimento fanteria della 17ª Divisione di fanteria.
2. ↑  Nonostante la copiosa perdita di sangue riuscì ad atterrare senza danneggiare troppo l'aereo.

### Fonti
1. 1 2 3 4 5 6 7 8 9  Historiakujawska.
2. 1 2 3  Król 1980, p. 191.
3. ↑  Skrzydlata Polska n.3/1975, p. 12.
4. 1 2 3 4 5 6 7 8 9 10 11 12 13 14 15 16 17  Polish Air Force.
5. 1 2 3  Król 1980, p. 192.
6. 1 2  Sojda 2016, p. 374.
7. 1 2  Król 1980, p. 193.
8. ↑  Sojda 2016, p. 375.
9. ↑  Matusiak 2003, p. 17.
10. 1 2  Król 1980, p. 199.
11. ↑  Sojda 2016, p. 377.
12. 1 2  Król 1980, p. 203.
13. ↑  Matusiak 2003, p. 70.
14. ↑  Sojda 2016, p. 380.
15. 1 2  Król 1980, p. 206.
16. ↑  Sojda 2016, p. 381.
17. ↑  Król 1980, p. 209.
18. ↑  Sojda 2016, pp. 381-382.
19. ↑  Sojda 2016, p. 385.
20. ↑  Sojda 2016, p. 386.
21. ↑  Krzystek 2012, p. 478.